# Otto Diderik Lütken
Otto Diderik Lütken född 17 mars 1713 i Slagelse, död 25 januari 1788, var präst i Karleby på Falster. Han skrev artiklar i teologiska och nationalekonomiska frågor. Som psalmförfattare är han representerad i danska Psalmebog for Kirke og Hjem. Bror till Frederik Christopher Lütken.